# Nicolas Moreno de Alboran
Nicolas Moreno de Alboran (ur. 14 lipca 1997 w Nowym Jorku) – amerykański tenisista.

## Kariera tenisowa
W 2014 zadebiutował w cyklu ITF Men’s Circuit, a w 2019 w ATP Challenger Tour. W listopadzie 2023 zakwalifikował się do pierwszego turnieju z cyklu ATP Tour podczas Sofia Open. Odpadł w pierwszej rundzie po porażce z Jurijem Rodionovem.
W 2023 roku, podczas US Open, po przejściu kwalifikacji zadebiutował w wielkoszlemowym turnieju głównym w grze pojedynczej. W pierwszej rundzie przegrał z Włochem Lorenzo Sonego. Podczas tych samych zawodów otrzymał, wraz z Aleksandarem Kovacevicem, dziką kartę na turniej gry podwójnej. Amerykańska para przegrała pierwszy mecz z Andriejem Gołubiewem oraz Romanem Safiullinem.
W rankingu gry pojedynczej najwyżej był na 121. miejscu (18 września 2023), a w zestawieniu gry podwójnej na 474. pozycji (16 października 2023).